# 草野旦
草野 旦（くさの あきら、1943年 - ）は、日本の演出家。

## 略歴
神戸市生まれ。甲南大学文学部卒業後の1966年、宝塚歌劇団に入団。1971年、宝塚大劇場公演『ハレルヤ』で演出家デビュー。1977年、草野が構成・演出を担当した『ザ・レビュー』第3部夢人で、文化庁芸術祭優秀賞を受賞。
1982年、バウホール『永遠物語』で初めてドラマの脚本・演出を手がけ、再演を繰り返す作品を生み出している。1992年、ニューヨーク・ジョイスシアターの海外公演『TAKARAZUKA“夢”』の作・演出を担当。
1996年、歌劇団理事に就任。
2000年、『源氏物語 あさきゆめみし』で、初めて大劇場公演の芝居の作・演出を手掛ける。2007年、バウワークショップ『ハロー!ダンシング』で5組すべての演出を担当する。
主に、ショー作品を中心に担当し、宝塚レビューを牽引する演出家の一人として活躍している。
2011年、OSK日本歌劇団の演出をはじめて担当する。
2014年、『宝塚歌劇の殿堂』最初の100人のひとりとして殿堂表彰。2022年、地域文化功労者表彰。

## 宝塚歌劇作品

### 大劇場（ショー）
- 『ハレルヤ』（1971年 月組 主演：古城都） ＊演出家デビュー作、大劇場デビュー作
- 『ジュジュ－第７銀河系のメルヘン－』（1974年 星組 主演：鳳蘭）
- 『Non, Non, Non』（1976年 雪組 主演：汀夏子）
- 『ノバ・ボサ・ノバ』（1976年 花組 主演：安奈淳）[注釈 1]
- 『ザ・レビュー』（1977年 雪組 主演：汀夏子 / 花組 主演：安奈淳）[注釈 2]
- 『エコーズ（絵光図）』（1978年 花組 主演：松あきら）
- 『薔薇パニック－メルヘンショップで何がおこったか？－』（1979年 星組 主演：瀬戸内美八）
- 『クラシカル・メニュー』（1980年 月組 主演：榛名由梨）
- 『サン・オリエント・サン』（1981年 - 1982年 雪組 主演：麻実れい）
- 『オペラ・トロピカル』（1983年 花組 主演：順みつき）
- 『ハッピーエンド物語』（1983年 雪組 主演：麻実れい）
- 『プラスワン』（1984年 星組 主演：峰さを理）
- 『スカイ・ハイ・スカイ』（1986年 雪組 主演：平みち）
- 『ショー・アップ・ショー』（1987年 花組 主演：高汐巴）
- 『ビバ!シバ!』（1988年 月組 主演：剣幸）
- 『ジタン・デ・ジタン』（1989年 花組 主演：大浦みずき）[注釈 3]
- 『ジーザス・ディアマンテ』（1990年 - 1991年 星組 主演：日向薫）
- 『ジャンクション24』（1991年 花組 主演：大浦みずき）[注釈 4]
- 『メモリーズ・オブ・ユー－懐かしき時代・美しき人々－』（1992年 月組 主演：涼風真世）
- 『パパラギ－極彩色のアリア－』（1993年 星組 主演：紫苑ゆう）[注釈 5]
- 『火の鳥』（1994年 花組 主演：安寿ミラ）
- 『バロック千一夜』（1995年 雪組 主演：一路真輝）
- 『マンハッタン不夜城』（1996年 月組 主演：久世星佳）
- 『サザンクロス・レビュー』（1997年 花組 主演：真矢みき）[注釈 6]
- 『LET'S JAZZ -踊る五線譜-』（1997年 - 1998年 雪組 主演：轟悠）
- 『ヘミングウェイ・レビュー』（1998年 星組 主演：麻路さき）
- 『ノバ・ボサ・ノバ』（1999年 雪組 主演：轟悠 / 月組 主演：真琴つばさ）[注釈 7]
- 『夢は世界を翔けめぐる』（2001年 星組 主演：稔幸）
- 『サザンクロス・レビューII』（2001年 星組 主演：香寿たつき）[注釈 8]
- 『ON THE 5TH』（2002年 雪組 主演：絵麻緒ゆう）[注釈 9]
- 『レビュー誕生』（2003年 花組 主演：春野寿美礼）[注釈 9]
- 『タカラヅカ絢爛 －情熱のカリビアンナイト－』（2004年 星組 主演：湖月わたる / 月組 主演：彩輝直）[注釈 10]
- 『レヴュー伝説』（2005年 宙組 主演：和央ようか）[注釈 11]
- 『ザ・クラシック －I LOVE CHOPIN－』（2006年 - 2007年 宙組 主演：貴城けい）
- 『レビュー・オルキス―蘭の星―』（2007年 - 2008年 星組 主演：安蘭けい）
- 『Red Hot Sea』（2008年 花組 主演：真飛聖）[注釈 12]
- 『BOLERO －ある愛－』（2010年 星組 主演：柚希礼音）[注釈 13]
- 『ONE －私が愛したものは・・・－』（2011年 月組 主演：霧矢大夢）

### 大劇場（芝居）
- 『源氏物語 あさきゆめみし』（2000年 花組 主演：愛華みれ）[注釈 14]

### その他劇場
- 第3回ヨーロッパ公演（1975年）＊演出のみ
- 中南米公演（1978年）
- 『永遠物語』（1982年・1983年 月組 宝塚バウホール・簡易保険ホール 主演：榛名由梨）
- 『フロムハート物語』（1985年 雪組 宝塚バウホール 主演：平みち）
- 『永遠物語』（1987年 月組 宝塚バウホール 主演：榛名由梨）
- 『ベルベット・カラー』（1988年 花組 宝塚バウホール 主演：朝香じゅん）
- 『TAKARAZUKA“夢”』（1992年 ニューヨーク・ジョイスシアター、シアタードラマシティ 主演：大浦みずき）
- 『黄色いハンカチ』（1996年 星組 宝塚バウホール 主演：真織由季）
- 『永遠物語』（1998年 月組 宝塚バウホール、日本青年館 主演：榛名由梨）
- 『聖夜物語』（1998年 星組 シアタードラマシティ 主演：稔幸）
- 『源氏物語 あさきゆめみしII』（2007年 花組 梅田芸術劇場メインホール 主演：春野寿美礼）

### コンサート
- 鳳蘭プチコンサート『愛のカタログ』（1979年 宝塚バウホール）
- 順みつきバウコンサート『I LOVE MUSIC』（1980年 宝塚バウホール）
- 松あきらバウショー『YOU・ME －松あきらの世界－』（1981年 宝塚バウホール）
- 順みつきバウショー『I LOVE MUSICⅡ』（1982年 宝塚バウホール）
- 峰さを理リサイタル『愛のカンタータ』（1986年 星組 宝塚バウホール・abc会館、愛知文化講堂）
- 紫苑ゆうバウリサイタル『SHION －愛の祈り－』（1994年 宝塚バウホール・日本青年館）
- 『アリア 夢唄』（1995年 雪組 シアタードラマシティ・愛知厚生年金会館 主演：一路真輝）
- 初風緑コンサート『Carmine－カーマイン－』（2003年 新神戸オリエンタル劇場、日本青年館）
- 『ハロー!ダンシング』（2007年 宝塚バウホール）

### ディナーショー
- 紫苑ゆうディナーショー『ジュテーム -春-』（1993年）
- 香寿たつきディナーショー『Kojuの森』（1997年 パレスホテル、新阪急ホテル、ホテルグランヴィア広島）
- 麻路さきディナーショー『My Diary』（1998年 ホテル阪急インターナショナル、パレスホテル）
- 安蘭けいディナーショー『ラフ・タイム』（2000年 宝塚ホテル、ホテルグランドパレス）
- 稔幸ディナーショー『終楽章－薔薇の五線譜－』（2001年 ホテル阪急インターナショナル、パレスホテル、ホテル日航福岡）
- 『宝塚巴里祭2002』（2002年 雪組 ホテル阪急インターナショナル、パレスホテル 出演：貴城けい 他）
- 『宝塚巴里祭2006』（2006年 宙組 ホテル阪急インターナショナル 出演：遼河はるひ 他）

### イベントの構成・演出
- ’97TCAスペシャル『ザ・祭典～四組 夢の競宴～』（1997年 宝塚大劇場）＊共同演出
- 歌劇「花の道より」300回記念『タカラヅカ・フォーエバー』（1997年 宝塚大劇場）＊共同演出
- ’98TCAスペシャル『タカラジェンヌ！－5組そろって大行進－』（1998年 宝塚大劇場）＊共同演出
- TCAスペシャル2001『タカラヅカ夢世紀』（2001年 宝塚大劇場）＊共同演出
- TCAスペシャル2004『タカラヅカ90－100年への道－』（2004年 宝塚大劇場）＊監修・共同演出
- 宝塚歌劇チャリティーコンサート（2005年 宝塚大劇場）
- 歌劇「花の道より」400回記念『花の道 夢の道 永遠（とわ）の道』（2005年 宝塚大劇場）＊共同演出
- 小林一三没後50年追悼スペシャル『清く正しく美しく』（2007年 宝塚大劇場）＊監修

## その他
- 『MIDSUMMER STEP－ダンス響宴－』（OSK 2011年 京都南座）